# Мікробний електросинтез
Мікро́бний електроси́нтез (МЕС) — форма мікробного електрокаталізу, за якої в електрохімічній комірці за допомогою електричного струму живим мікроорганізмам через катод передаються електрони. Потім мікроорганізми застосовують їх на відновлення двоокису вуглецю з отриманням промислово значущих продуктів. В ідеалі електричний струм має надходити з відновлюваних джерел енергії. Цей процес протилежний тому, що використовується в мікробному паливному елементі, де мікроорганізми переносять електрони від окислення сполук до анода для генерування електричного струму.

## Порівняння з мікробними електролізерами
Мікробний електросинтез пов'язаний з мікробними електролізними комірками (МЕК). Обидва використовують взаємодію мікроорганізмів з катодом для розкладання хімічних сполук. У МЕК джерело електроенергії використовується для збільшення електричного потенціалу, створюваного мікроорганізмами, які споживають оцтову кислоту як джерело хімічної енергії. Комбінований потенціал, що забезпечується джерелом енергії і мікроорганізмами, достатній для відновлення іонів водню до молекулярного водню. Механізм МЕС не зовсім зрозумілий, але потенційними продуктами є спирти й органічні кислоти. МЕС можна комбінувати з МЕК в одній реакційній посудині, де субстрат, споживаний мікроорганізмами, забезпечує потенціал напруги, який знижується в міру старіння мікробів. «МЕС привертає все більше уваги, оскільки обіцяє використовувати відновлювану (електричну) енергію та біогенну сировину для економіки, заснованої на біології».

## Застосування
Мікробний електросинтез можна застосувати для виробництва палива з діоксиду вуглецю з використанням електроенергії, отримуваної з традиційних електростанцій або відновлюваних джерел електроенергії. Його також можна використати для виробництва спеціальних хімікатів, таких як прекурсори ліків, за допомогою мікробіологічного електрокаталізу.
Мікробний електросинтез також можна використати для «підкачування енергією» рослин. Після цього рослини можна вирощувати без сонячного світла.